# هاکی کارر
هاکی کارر (۱۹۵۰، اولوبی - ۱۹۷۷، غازی عینتاب ) یک فعال چپ‌گرای ترک  بود و در تاریخچه حزب کارگران کردستان چهره‌ای محوری محسوب می‌شود .

## زندگینامه

### اوایل زندگی
هاکی کارر در سال ۱۹۷۷ در خانواده ای ترک در شهر ولوبی استان اردو ترکیه به دنیا آمد تحصیلات اولیه را در زادگاه خود گذراند سپس در دانشگاه آنکارا در رشته فیزیک تحصیل کرد و از این دانشگاه فارغ تحصیل شد

### فعالیت سیاسی
در سال 1972، زمانی که با کمال پیر زندگی می‌کردند، از عبدالله اوجالان دعوت کردند تا پس از آزادی از زندان در ماماک ، با آنها زندگی کند . پس از مذاکرات سیاسی تأثیرگذار بین آنها و دیگر چپ‌گرایان، تصمیم به تشکیل یک جنبش سیاسی گرفتند. در سال 1973، گروه کوچکی از افراد پیرامون عبدالله اوجالان و هاکی کارر با نام انقلابیون کردستان تشکیل شد.  در نوامبر 1973، انجمن دموکراتیک آموزش عالی آنکارا ( Ankara Demokratik Yüksek Öğrenim Demeği   ، ADYÖD ) تأسیس شد و اندکی پس از آن، هاکی کارر به عضویت هیئت مدیره آن انتخاب شد. ADYÖD عمر کوتاهی داشت اما تا زمان تعطیلی آن در دسامبر 1974 به شدت فعال بود.  جنبش انقلابی به مبارزه خود ادامه داد و در سال 1976 تصمیم گرفته شد که اوجالان رئیس جنبش و کارر همکار او شوند.  پس از آن، او به غازی عینتاب نقل مکان کرد و در آنجا به کار سیاسی خود ادامه داد.

### مرگ
کارر در 18 مه 1977 در قهوه‌خانه‌ای در غازی عینتاب کشته شد.  جسد او به زادگاهش اولوبی منتقل و در آنجا به خاک سپرده شد.  نزدیکان کارر، علاءالدین کاپلان، عضو جنبش کردی ستاره سرخ، را به قتل کارر متهم کردند. کاپلان بعداً در اسکندرون کشته شد . 